# بهار (خزر)
بِهار هو حاكم امبراطورية الخزر من عام 730. وتذكر المصادر الأرمينية بأن اسمه فيهاروس أو فيرهور.
اتحد البيزنطيين والخزر من جديد ضد العرب في عهد ليو الثالث الإيساوري حاكم البيزنطيين وبِها حاكم الخزر، وقد تزوج ابن ليو الثالث قسطنطين بابنة حاكم الخزر في تلك الفترة بِهار في عام 732. وقد أنجبت حفيده ليو خزر الرابع.